# جو دومبروفسكي
جو دومبروفسكي (بالإنجليزية: Joe Dombrowski)‏ (و. 1991  م) هو راكب دراجة هوائية أمريكي، شارك في طواف إسبانيا.

## سجل الفوز

### سباقات أو مراحل فاز بها
| التاريخ        | السباق                                | المركز                                           |
| -------------- | ------------------------------------- | ------------------------------------------------ |
| 28 أغسطس 2011  | Tour de la Vallée d'Aoste 2011        |                                                  |
| 06 مايو 2012   | طواف غيلا 2012                        |                                                  |
| 20 مايو 2012   | طواف كاليفورنيا 2012                  | الثاني في تصنيف أفضل شاب                         |
| 17 يونيو 2012  | طواف إيطاليا للدراجات تحت 23 سنة 2012 | الفائز في التصنيف العام                          |
| 27 أغسطس 2012  | يو إس إيه برو تشالنج 2012             | الأول في تصنيف أفضل شاب، العاشر في التصنيف العام |
| 15 أكتوبر 2013 | طواف بكين 2013                        | السابع في تصنيف أفضل شاب                         |
| 17 مايو 2015   | طواف كاليفورنيا 2015                  | الرابع في التصنيف العام                          |
| 09 أغسطس 2015  | طواف يوتا 2015                        | الفائز في التصنيف العام                          |
| 27 مارس 2016   | فولتا كاتالونيا 2016                  | الثامن في تصنيف أفضل شاب                         |
| 29 مايو 2016   | طواف إيطاليا 2016                     | الخامس في تصنيف أفضل شاب                         |
| 12 أغسطس 2018  | طواف يوتا 2018                        | الخامس في تصنيف الجبال، السادس في التصنيف العام  |

## روابط خارجية
- جو دومبروفسكي على موقع الاتحاد الدولي للدراجات (الإنجليزية)
- جو دومبروفسكي على موقع أرشيف الدراجات (الإنجليزية)
- جو دومبروفسكي على موقع إحصائيات الدراجات الإحترافية (الإنجليزية)
- جو دومبروفسكي على موقع نسبة الدراجات (الإنجليزية)
- جو دومبروفسكي على موقع CycleBase (الإنجليزية)